# ولتون (آیووا)
ولتون (به انگلیسی: Welton) شهری در ایالت آیووا کشور ایالات متحده آمریکا است که جمعیت آن در سرشماری سال ۲۰۱۰ میلادی، ۱۶۵ نفر بوده است.